# نحل الذئب
نحل الذئب أو النحل الصياد أو النحل القاتل (الاسم العلمي Philanthus)، جنس دبابير من فصيلة الزنابير الرملية.

## الأنواع
يضم نحل الذئب 135 نوعًا. بما في ذلك الأنواع التالية:

## معرض صور

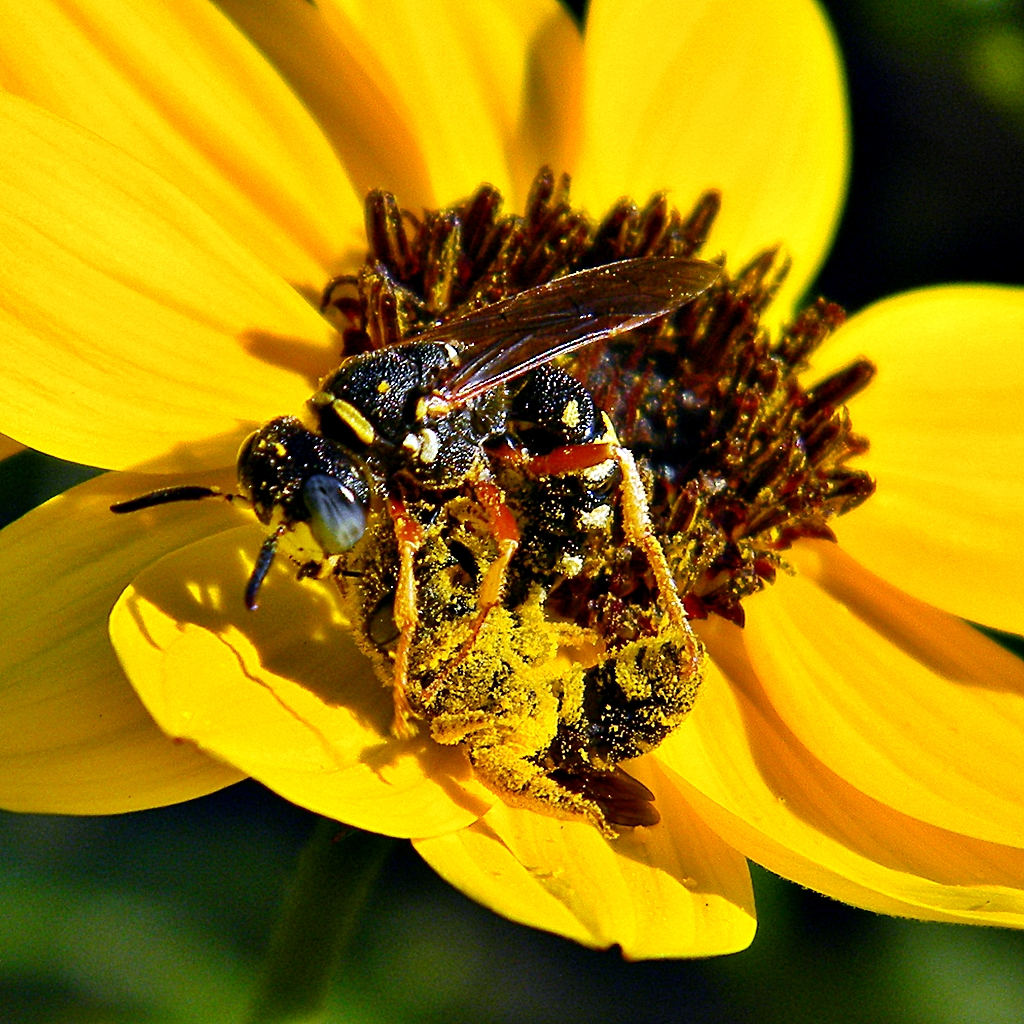
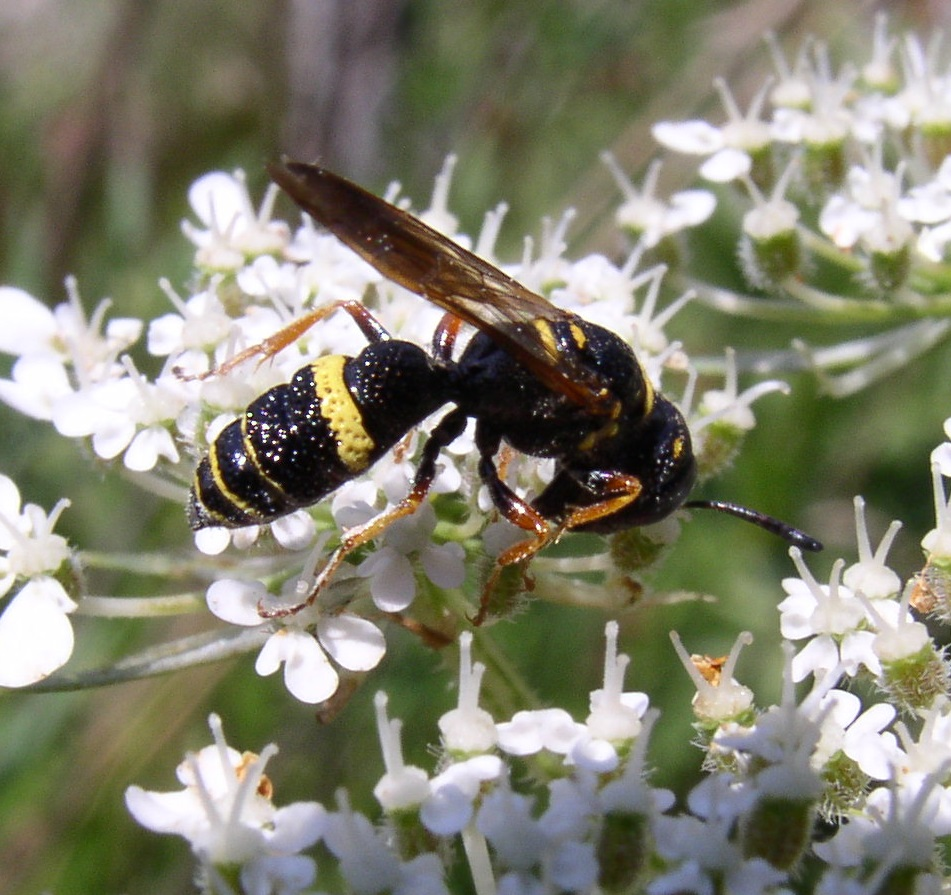
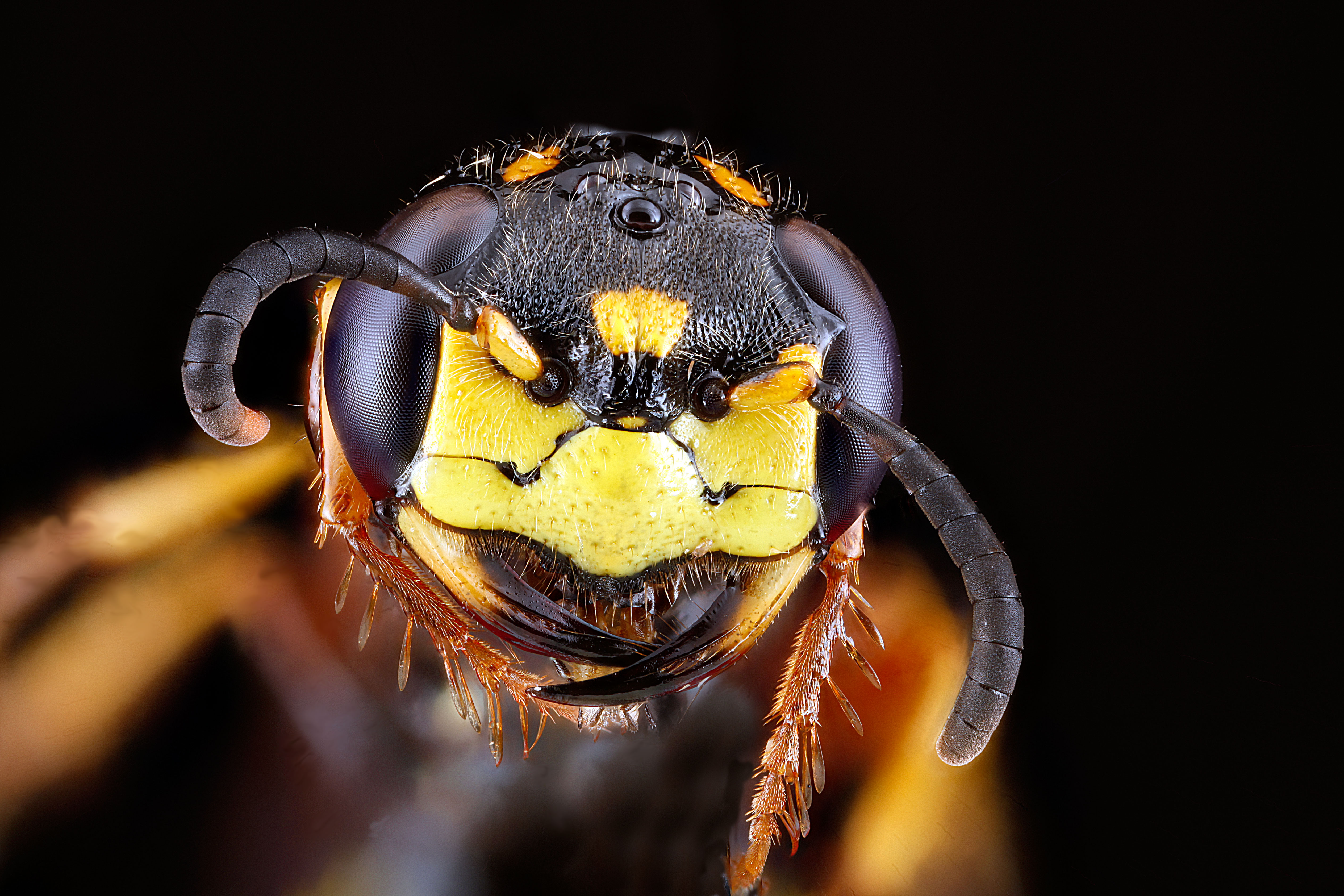